# Laminariales

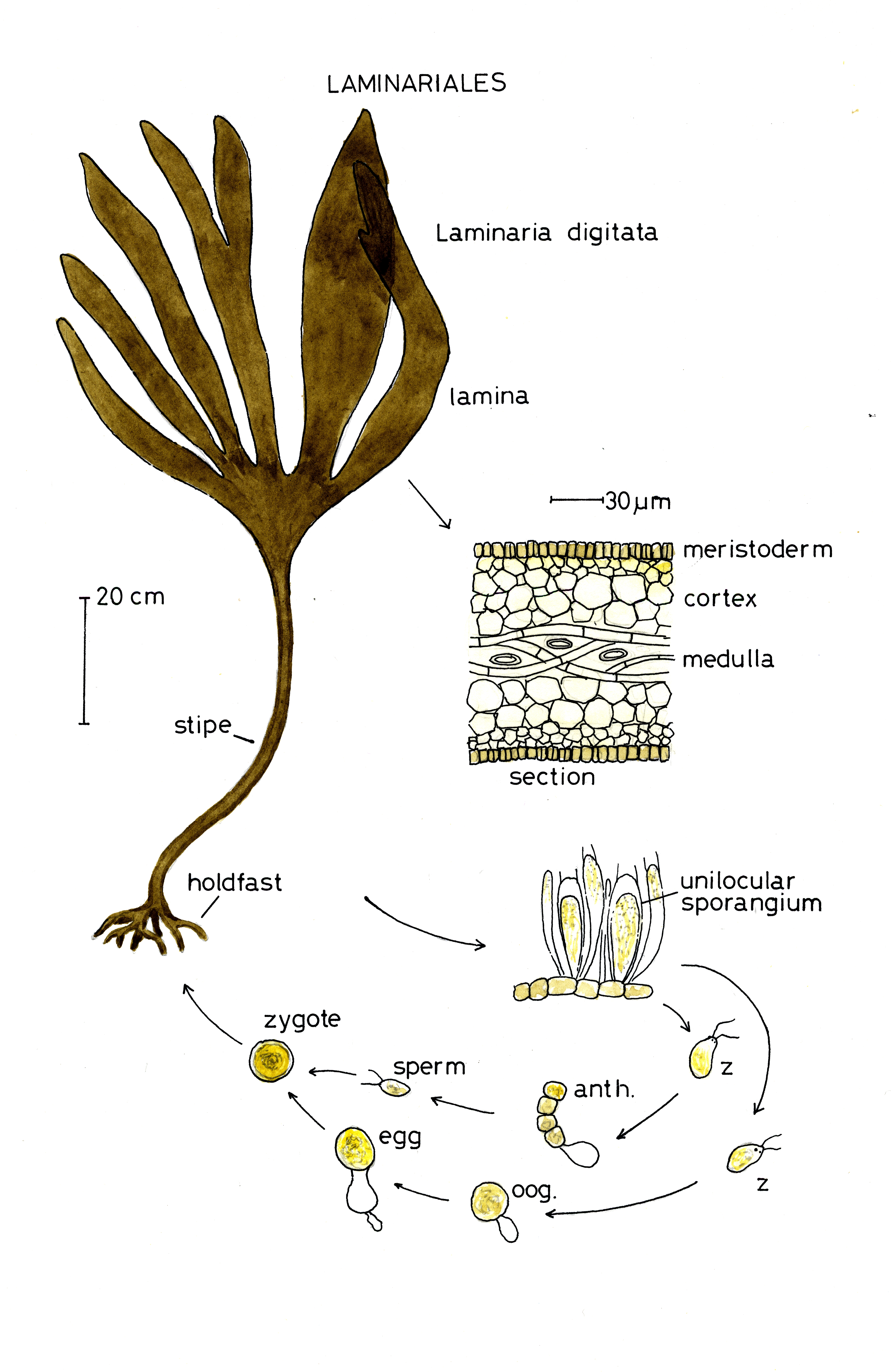
Illustration des Lebenszyklus

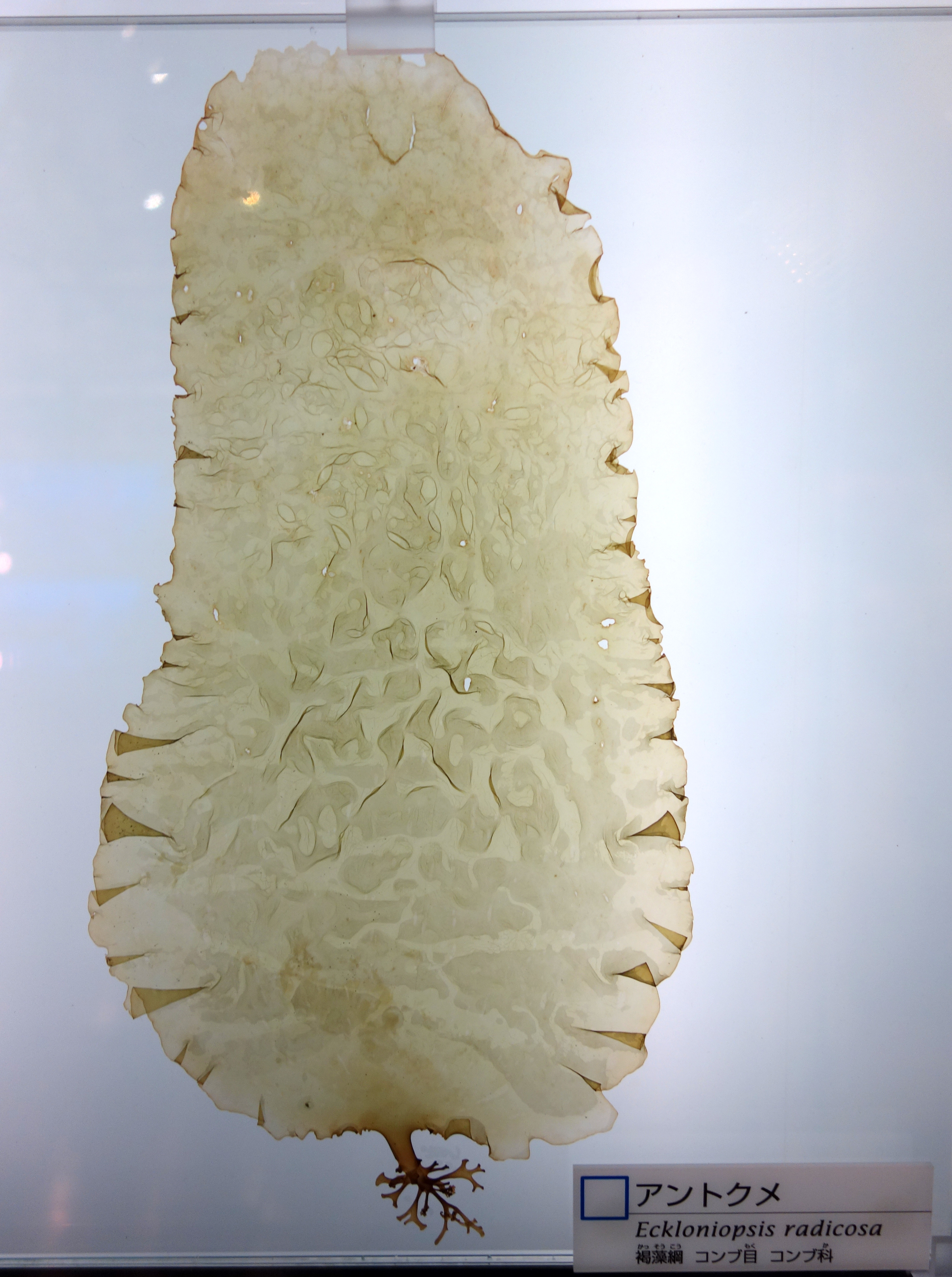
Eckloniopsis radicosa, Naturwissenschaftliches Museum, Tokio

Die Laminariales sind ein Taxon der Braunalgen, deren Mitglieder unter Wasser im klaren, flachen Meer Tangwälder bilden. Im Deutschen werden sie, wie auch vielzellige Rot- und Grünalgen, allgemein als Tang bezeichnet, mehrere Gattungen auch mit dem aus dem Englischen übernommenen Wort Kelp. Zu diesen gehört der Riesentang (Macrocystis pyrifera), welcher mit dem Sporophyten eine Länge von bis zu 60 Metern erreicht.
Die Sektion Phykologie der Deutschen Botanischen Gesellschaft hat die Gattung Laminaria, die zu den Laminariales zählt, 2007 zur ersten Alge des Jahres gekürt.

## Merkmale
Die Laminariales zeigen einen heteromorphen Generationswechsel:
Die Sporophyten sind ansehnliche bis sehr große, thallöse Algen (Tange). Die Gametophyten dagegen bestehen aus mikroskopisch kleinen, verzweigten Zellfäden. Bei den weiblichen Gametophyten sind auch die vegetativen Zellen deutlich größer als bei den männlichen, dafür ist ihre Anzahl geringer (bis hin zu einzelligen weiblichen Algen), sodass man von sekundären Geschlechtsmerkmalen sprechen kann.
Der große Sporophyt der Laminariales (Makrothallus) hat eine thallöse Struktur und besteht aus dem Rhizoid, Cauloid und Phylloid. Das Rhizoid ist vergleichbar mit der Wurzel einer Pflanze. Bei den Laminariales besteht es aus sogenannten Hapteren (Krallen) mit deren Hilfe der Sporophyt sich an Steinen anheftet. Das Cauloid (bei Pflanzen die Sprossachse) bildet einen Stiel, von dem ein oder mehrere blattähnliche Wedel (Phylloide) ausgehen. Die Bezeichnung Phylloid deutet auf das Wort Phyllom hin, die wissenschaftliche Bezeichnung des Blattes der höheren Pflanzen. Am Ende des Cauloids einiger Arten findet man Gasblasen, sogenannte Pneumatocysten (auch als Aerocysten bezeichnet), die für den Auftrieb sorgen. Bei Arten der Gattung Nereocystis der Familie Laminariaceae bildet sich am Cauloid jeweils eine einzelne Gasblase, während man bei der zur gleichen Familie zählenden Gattung Macrocystis mehrere findet. Der Sporophyt der Laminariales besitzt ein Leitgewebe.

## Wachstum
Das Wachstum geht bei dem Gametophyten von der apikalen Meristemzelle aus. Der Sporophyt hingegen besitzt ein sehr komplex organisiertes Gewebe, das interkalare Wachstum des Cauloids geht von einem teilungsfähigen Abschlussgewebe (Meristem) aus, welches man bei den Laminariales als Meristoderm bezeichnet. An der Basis des Phylloids findet sich ein weiteres Meristem, ebenfalls auch auf der Oberfläche der Rhizoiden.

## Unterschiede zu anderen Braunalgen
Im Gegensatz zum heteromorphen Generationswechsel der Laminariales tritt bei anderen Braunalgen auch ein isomorpher Generationswechsel auf, z. B. bei den Ectocarpales (Gattung Ectocarpus) und bei den Dictyotales (Gattung Dictyota). Bei der Gattung Cutleria der Cutleriales ist im Gegensatz zu den Laminariales der Gametophyt weitaus ausgeprägter als der hierbei mikroskopisch kleine Sporophyt. Vertreter der Fucales hingegen kann man als diplont bezeichnen. Bereits der Sporophyt bildet die Gameten, ein Gametophyt ist somit nicht vorhanden.

## Systematik

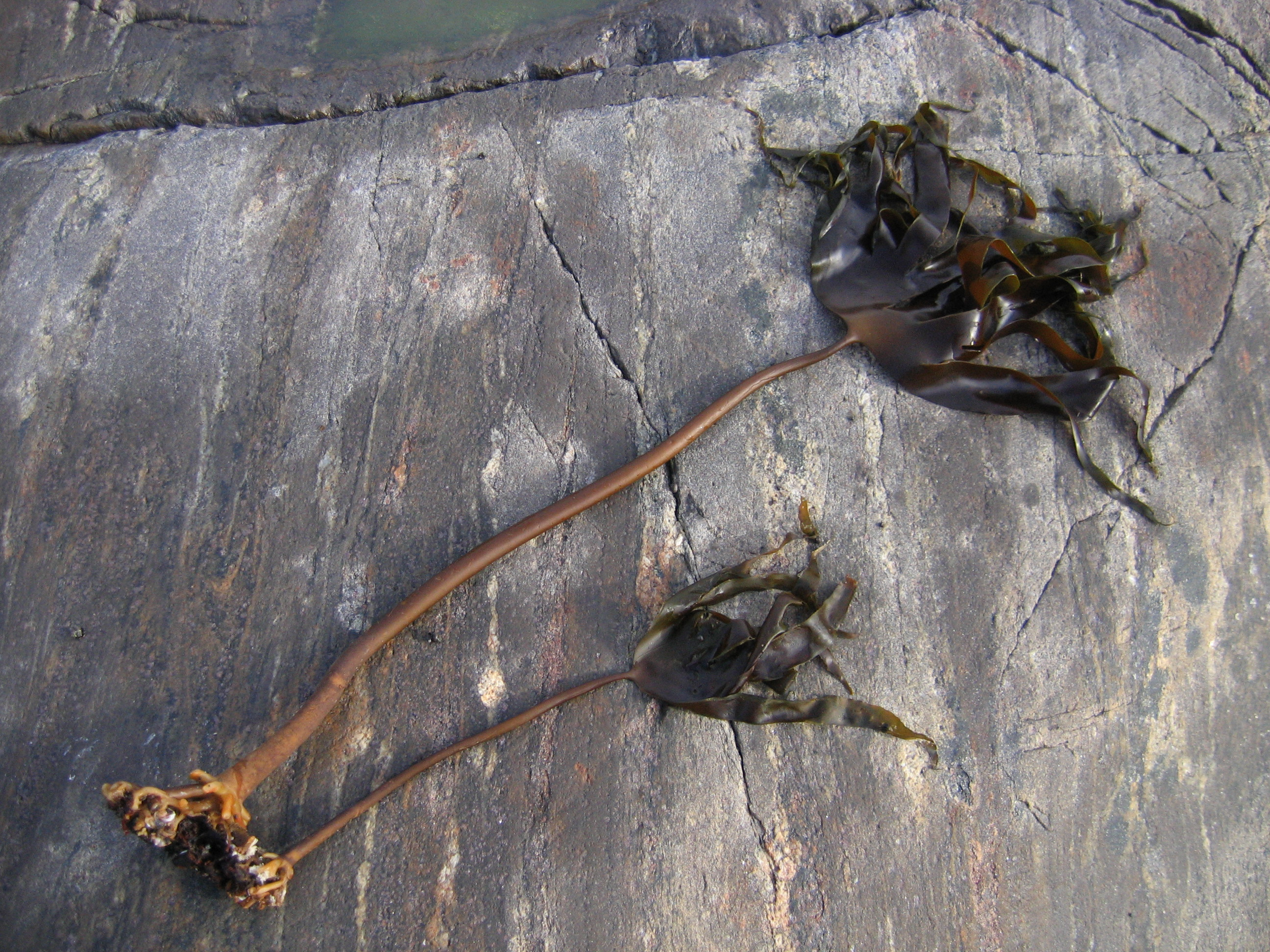
Palmentang (Laminaria hyperborea)

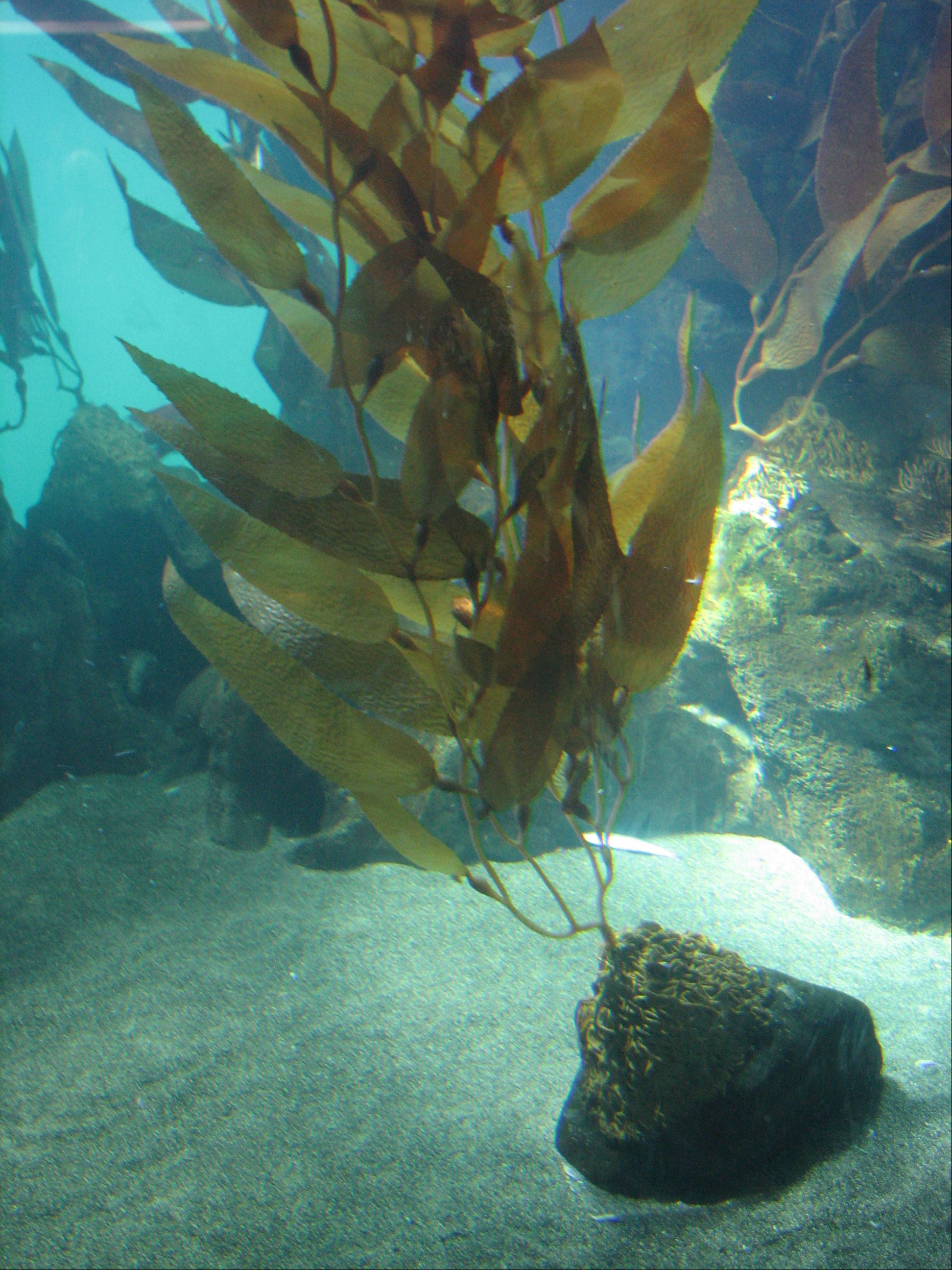
Riesentang (Macrocystis pyrifera)

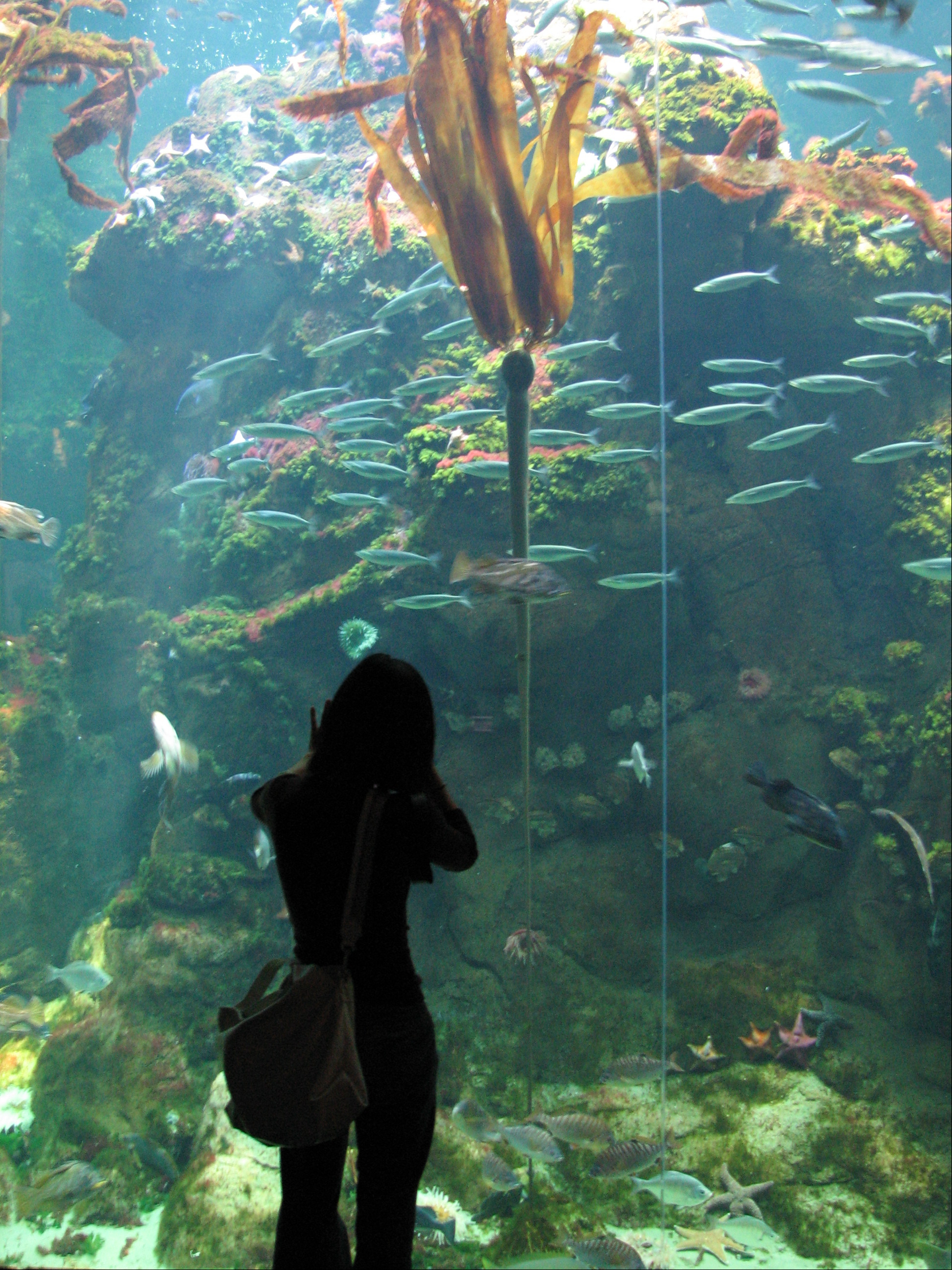
Nererocystis luetkeana

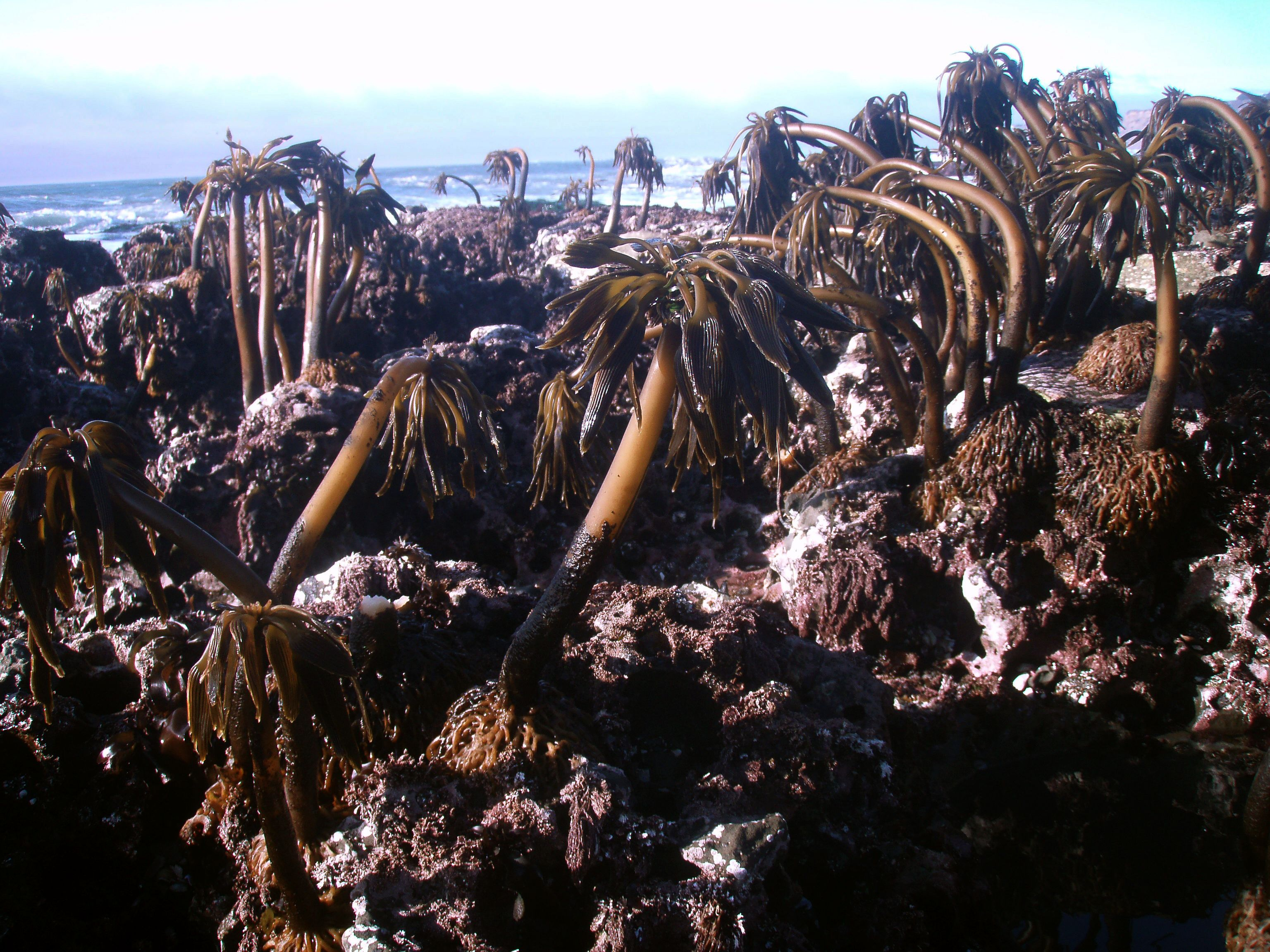
See-Palme (Polstelsia palmaeformis)

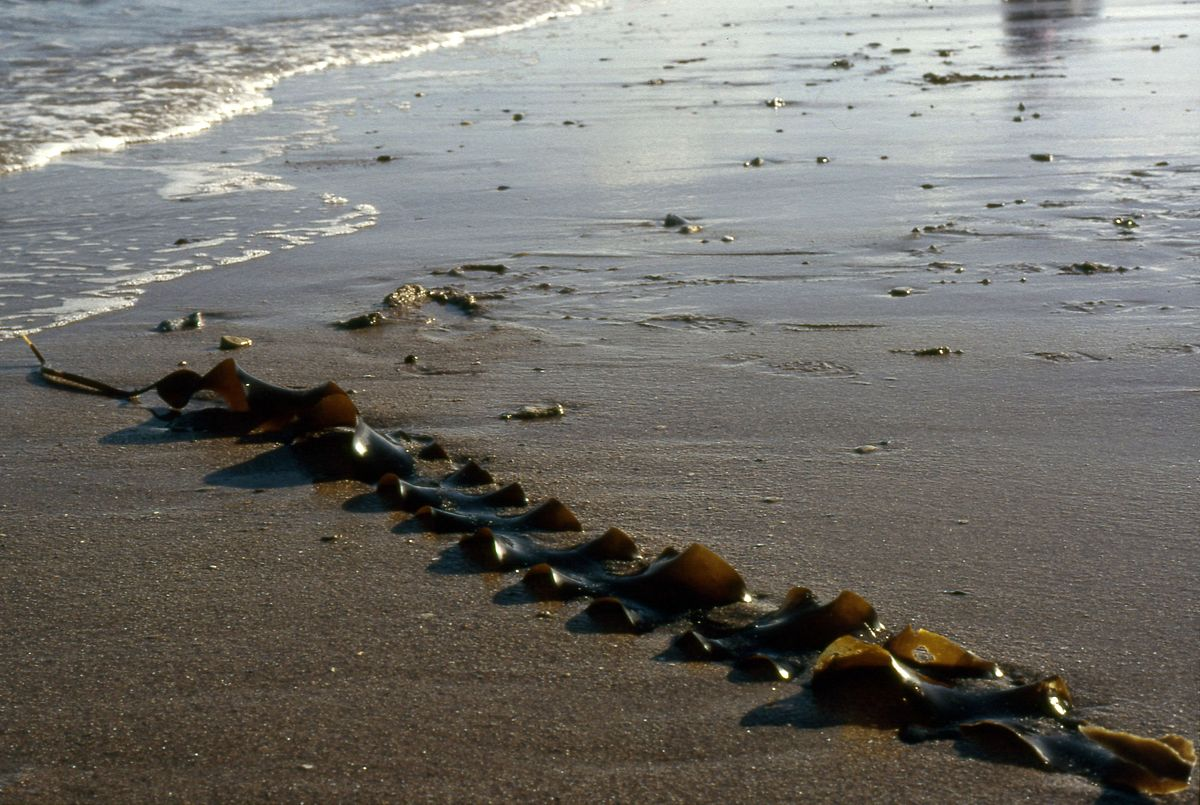
Zuckertang (Saccharina latissima) auf Helgoland

Die Laminariales wurden 1909 von Walter Migula aufgestellt (In: Kryptogamen-Flora von Deutschland, Deutsch-Österreich und der Schweiz. Band II. Algen. 2. Teil. Rhodophyceae, Phaeophyceae, Characeae. pp. i-iv, 1-382, 122 (41 col.) pls. Gera: Verlag Friedriech von Zezschwitz). Sie wird in 34 Gattungen und etwa 129 Arten gegliedert (nach Guiry 2014).
- Agaraceae Postels & Ruprecht (syn. Costariaceae C. E. Lane et al.), mit 3 Gattungen und 9 Arten:
  - Agarum Dumortier, mit 6 Arten
  - Costaria Greville, mit der einzigen Art:
    - Costaria costata (C.Agardh) de A.Saunders

  - Dictyoneurum Ruprecht, mit 2 Arten
- Akkesiphycaceae H. Kawai & H. Sasaki: mit der einzigen Art
  - Akkesiphycus lubricum Yamada & Tak.Tanaka
- Alariaceae Setchell & Gardner: 7 Gattungen mit 21 Arten:
  - Alaria Greville: 12 Arten, darunter der
    - Flügeltang (Alaria esculenta (L.) Greville)

  - Eualaria Aresch., mit der einzigen Art:
    - Eualaria fistulosa (Postels & Ruprecht) M. J. Wynne

  - Lessoniopsis Reinke, mit der einzigen Art:
    - Lessoniopsis littoralis (Farlow & Setchell ex Tilden) Reinke

  - Pleurophycus Setchell & Saunders ex J. Tilden, mit der einzigen Art:
    - Pleurophycus gardneri Setchell & Saunders ex J. Tilden

  - Pterygophora Ruprecht, mit der einzigen Art:
    - Pterygophora californica Ruprecht

  - Undaria Suringar, mit 4 Arten, darunter:
    - Wakame (Undaria pinnatifida (Harvey) Suringar)

  - Undariella Y. P. Petrov & O. G. Kusakin, mit der einzigen Art:
    - Undariella kurilensis Y. P. Petrov & O. G. Kusakin
- Aureophycaceae H. Kawai & L. M. Ridgway mit der einzigen Art:
  - Aureophycus aleuticus H. Kawai, T. Hanyuda, Lindeberg & S. C. Lindstrom
- Chordaceae Dumortier: mit der einzigen Gattung
  - Chorda Stackh., 4 Arten, darunter die
    - Meersaite (Chorda filum (L.) Stackh.)
- Laminariaceae Bory: 10 Gattungen mit 56 Arten:
  - Arthrothamnus Ruprecht, mit 2 Arten
  - Cymathere J. Agardh, mit 2 Arten
  - Laminaria J. V. Lamour., perennierende Gattung (25 Arten), bekannte Vertreter sind der
    - Fingertang (Laminaria digitata (Huds.) J. V. Lamour.) und der
    - Palmentang (Laminaria hyperborea (Gunnerus) Foslie), die dichte Tangwälder bilden, z. B. im Felswattbereich von Helgoland oder der Atlantikküste der Bretagne.

  - Macrocystis C. Agardh, mit der einzigen Art
    - Riesentang (Macrocystis pyrifera (L.) C. Agardh)

  - Nereocystis Postels & Ruprecht, mit der einzigen Art:
    - Nereocystis luetkeana (Mertens) Postels & Ruprecht

  - Pelagophycus Aresch., mit der einzigen Art:
    - Pelagophycus porra (Léman) Setchell

  - Postelsia Ruprecht, mit der einzigen Art
    - See-Palme (Postelsia palmaeformis) Ruprecht

  - Pseudolessonia G. Y. Cho, N. G. Klochkova, T. N. Krupnova & Boo, mit der einzigen Art
    - Pseudolessonia laminarioides (Postels & Ruprecht) G. Y. Cho, N. G. Klochkova, T. N. Krupnova & Boo

  - Saccharina Stackh.: mit 21 Arten, beispielsweise
    - Zuckertang (Saccharina latissima C. E. Lane et al.)
    - Japanischer Blatttang (Saccharina japonica (Aresch.) C. E. Lane et al.)

  - Streptophyllopsis Kajimura, mit der einzigen Art
    - Streptophyllopsis kuroshioense (Segawa) Kajimura
- Lessoniaceae Setchell & Gardner: 5 Gattungen mit 31 Arten
  - Ecklonia Horn., mit 9 Arten
  - Eckloniopsis Okamura, mit der einzigen Art
    - Eckloniopsis radicosa (Kjellm.) Okamura

  - Egregia Aresch., mit 3 Arten
  - Eisenia Aresch., mit 7 Arten
  - Lessonia Bory de Saint-Vincent, mit 11 Arten
- Pseudochordaceae Kawai & Kurogi: mit der einzigen Gattung
  - Pseudochorda Yamada, Tokida & Inagaki, mit 2 Arten
- Familienzuordnung noch unklar (Laminariales familia incertae sedis):
  - Costulariella N. G. Kloczcova & T. A. Kloczcova, mit der einzigen Art
    - Costulariella kurilensis (Petrov & Gussarova) N. G. Kloczcova & T. A. Kloczcova

  - Feditia Yu. Petrov & I. Gusarova, mit der einzigen Art
    - Feditia simuschirensis Yu. Petrov & I. Gusarova

  - Phyllariella Y. E. Petrov & Vozzhinskaja, mit der einzigen Art
    - Phyllariella ochotensis Petrov & Vozzhinskaja

  - Tauya N. G. Klochkova & T. N. Krupnova, mit der einzigen Art
    - Tauya basicrassa N. G. Klochkova & T. N. Krupnova

## Nutzung
Kombu, wie Laminarien auf Japanisch heißen, wird in der japanischen Küche sehr häufig verwendet.
Auch die russische Küche kennt diese als salatartige Beilage mit Öl-Dressing.